# カール・ヨハン通り

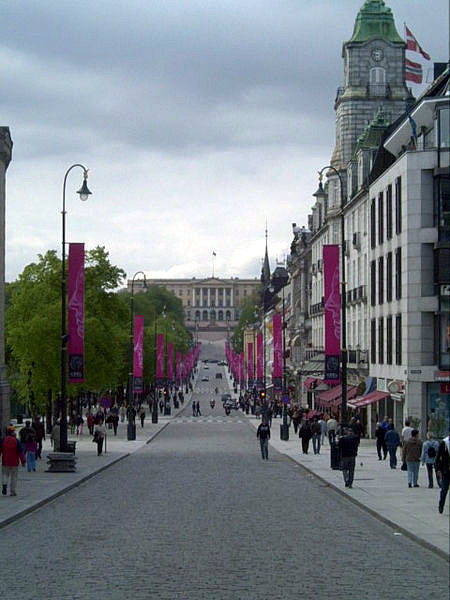
カール・ヨハン通り、奥に見えるのが王宮。

カール・ヨハン通り（ノルウェー語: Karl Johans gate）は、ノルウェーの首都、オスロの主要大通りである。地名はベルナドッテ朝初代スウェーデン＝ノルウェー連合国王カール3世ヨハン（スウェーデン国王としてはカール14世ヨハン）に因む。

## 概要
カール・ヨハン通りは東端をオスロ中央駅、西端をノルウェー王宮としている。カール・ヨハン通りとØvre Slottsgateの交差点にある広場--Egertorget--では東西の両端を眺めることができる。カール・ヨハン通りの長さは1,020メートルであり、さらに300メートル歩くと王宮の丘の上にたどりつく。
カール・ヨハン通りにはオスロの観光スポットが多くある。オスロ中央駅や王宮、オスロ大聖堂、オスロ大学、国立劇場、国会議事堂などである。議事堂前の池は冬季になるとスケートリンクが設置される。

## 歴史
カール・ヨハン通りはかつて2つに分かれていた通りを一つにつなげて構成されている。通りの東端はクリスチャン4世がオスロを取り囲む城壁の付近にあった部分である。城壁は現在は取り除かれオスロ大聖堂が建設されたときに、3つの区画がØstre Gade（東通り）になった。
通りの西の区画には1840年代にノルウェー王宮が建設され、通りと接続した。1852年にはカール3世ヨハンの栄誉を讃え、カール・ヨハン通りと名付けられた。1875年にはノルウェーの彫刻家Brynjulf Bergslienは騎乗したカール3世ヨハンの銅像（en）を作り王宮の前に設置した。1866年に国会議事堂が建設される時に、東西二つの通りが連結され、全体をカール・ヨハン通りと呼ぶこととなった。

## ギャラリー

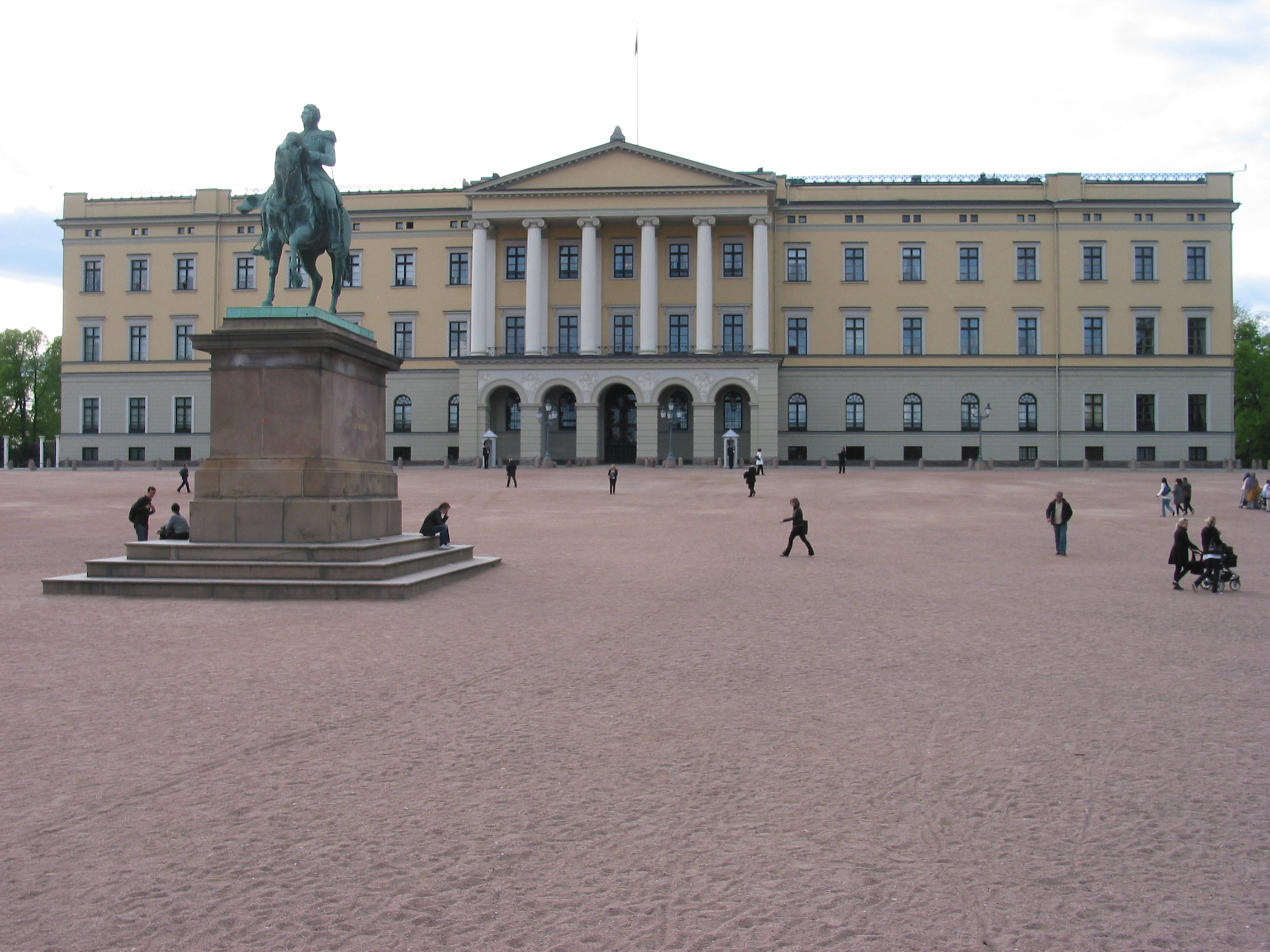
王宮前にあるカール3世ヨハンの銅像
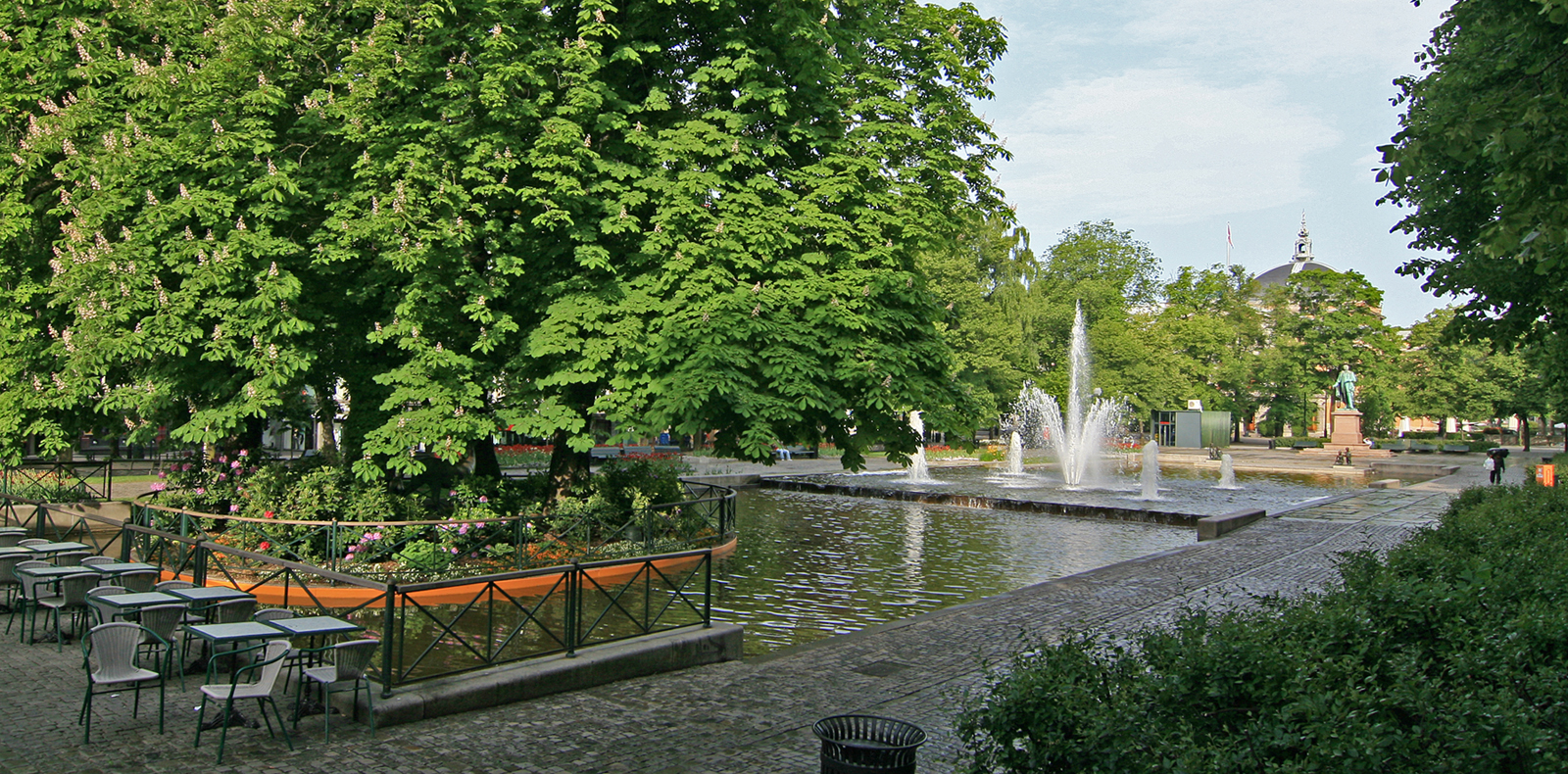
王宮前緑地
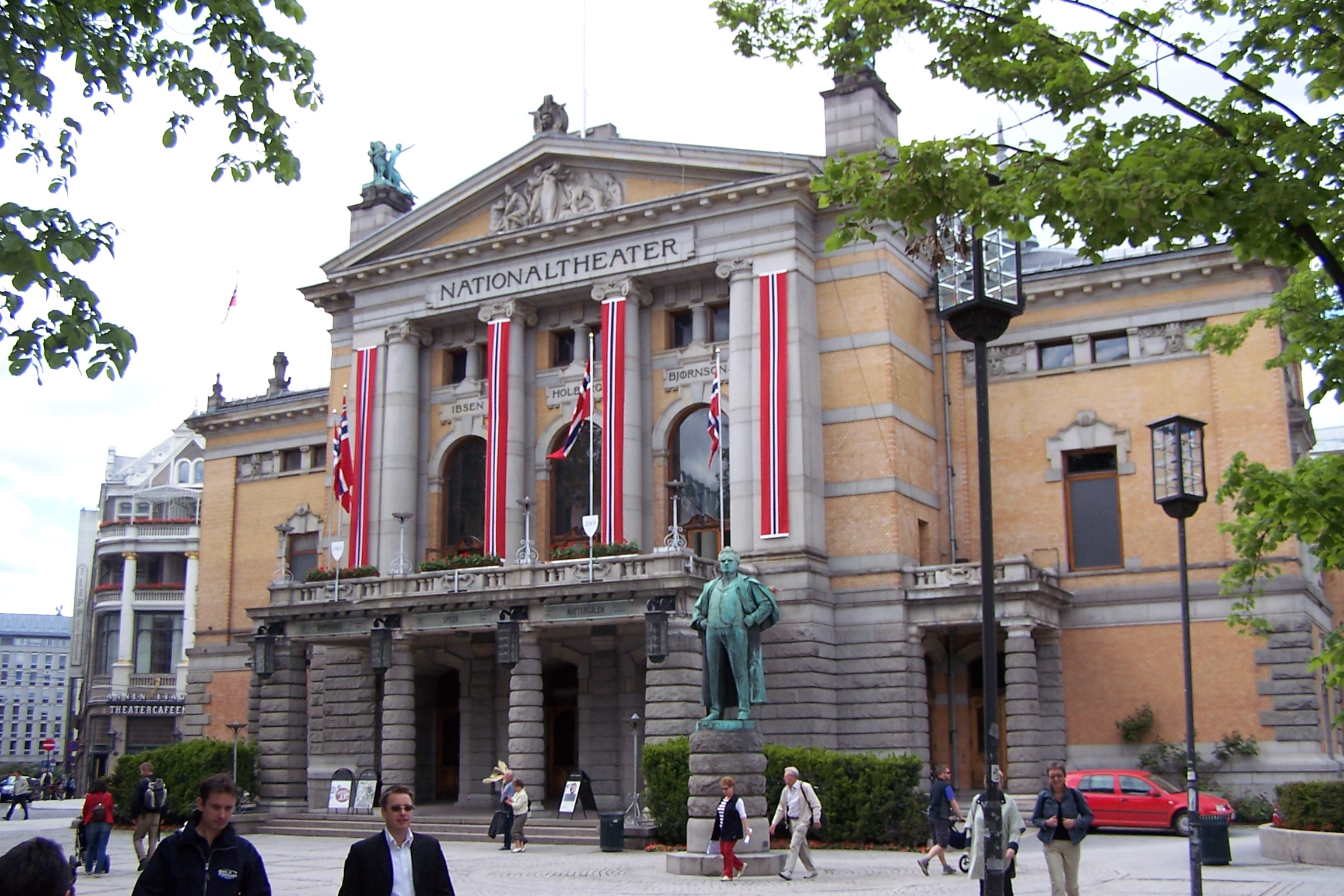
国立劇場
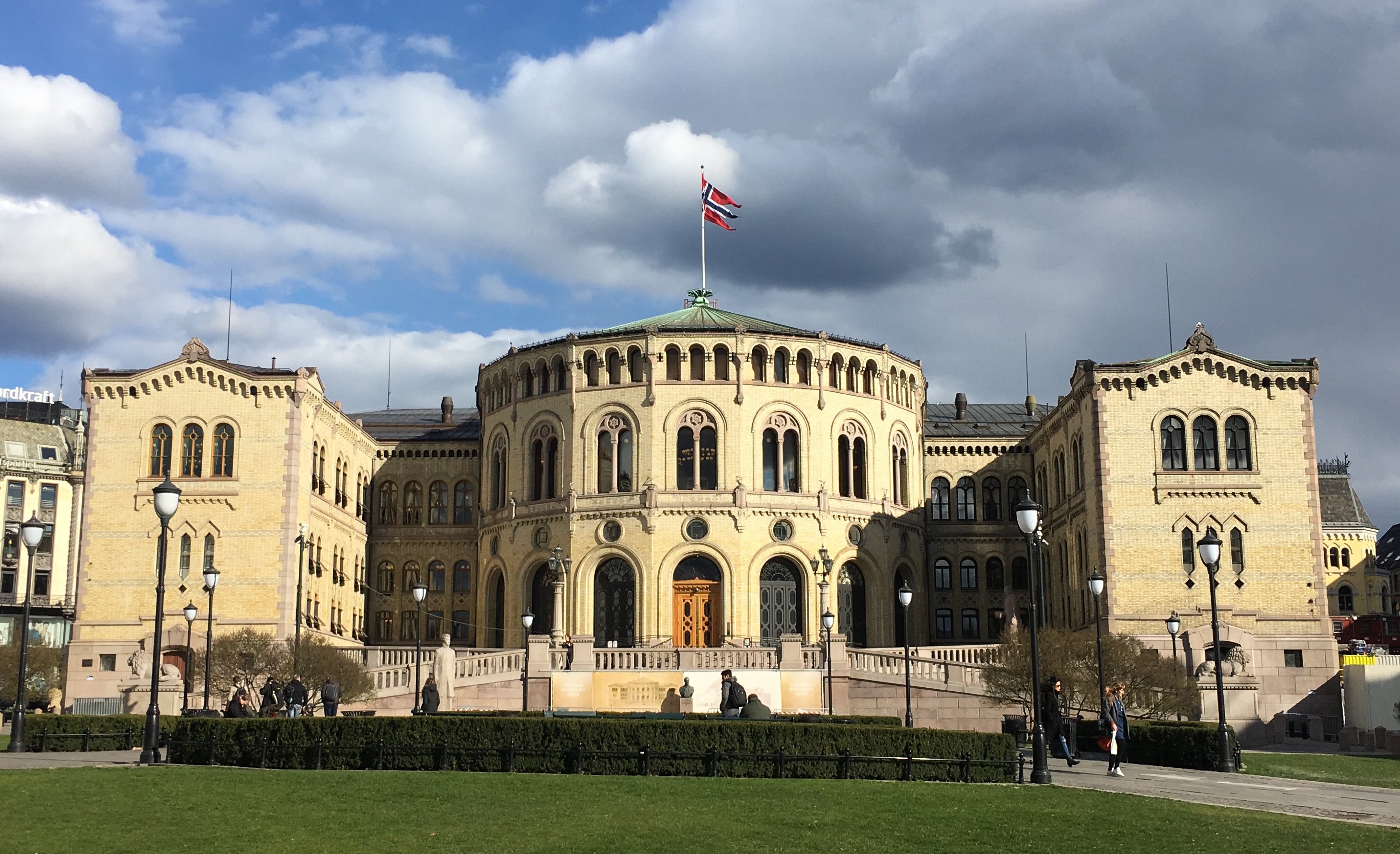
国会議事堂
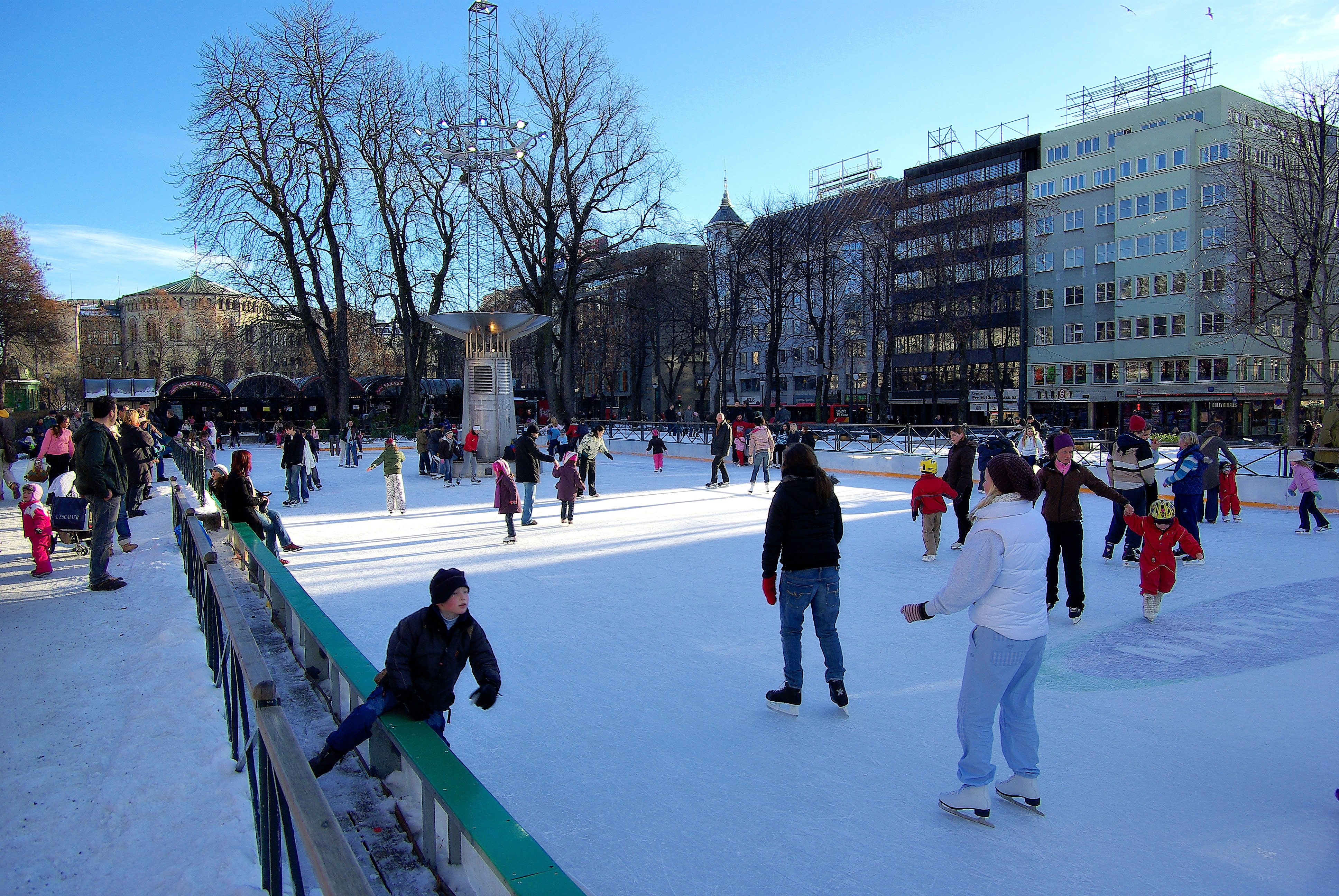
議事堂前スケートリンク
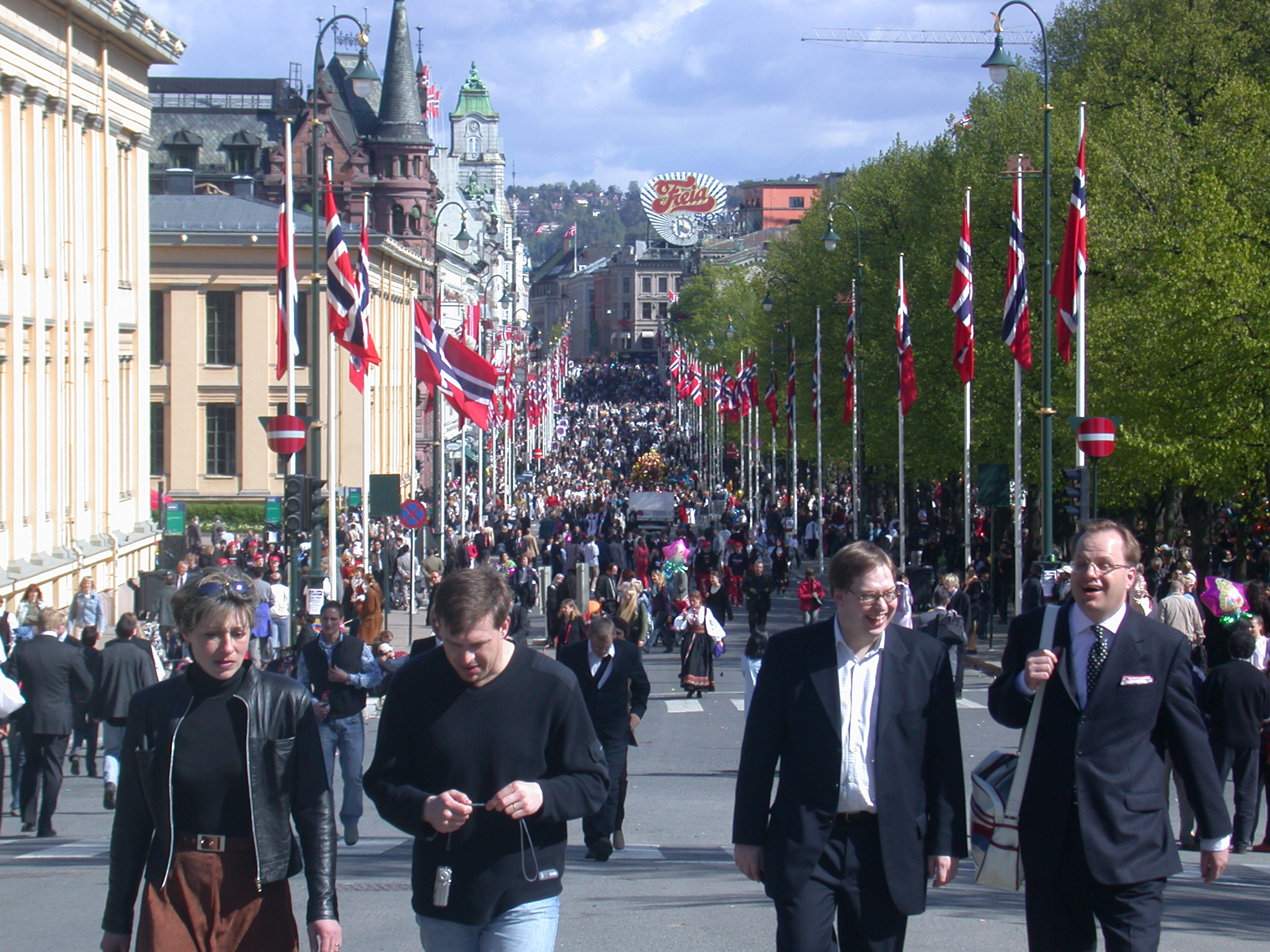
春のカール・ヨハン通り
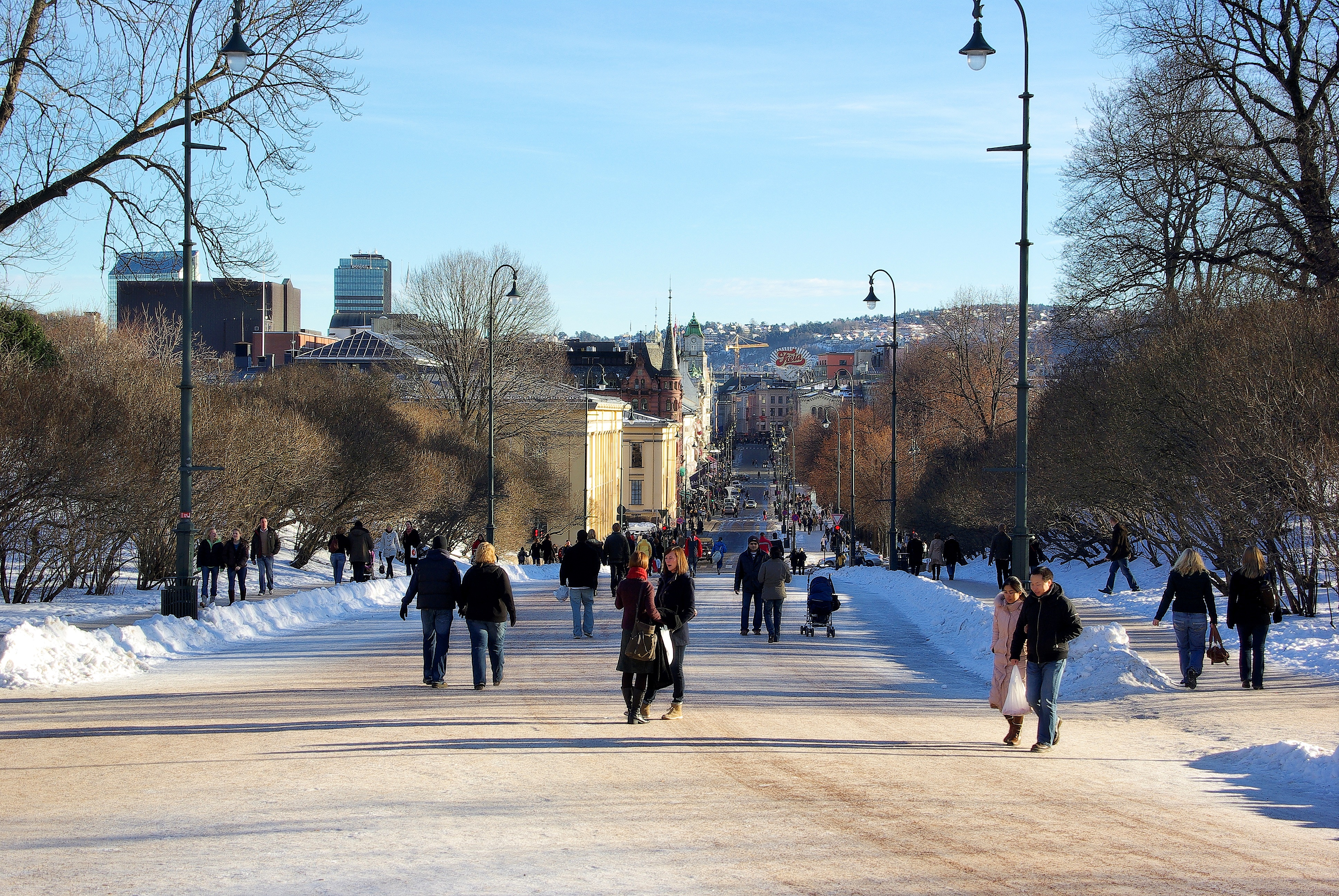
冬のカール・ヨハン通り
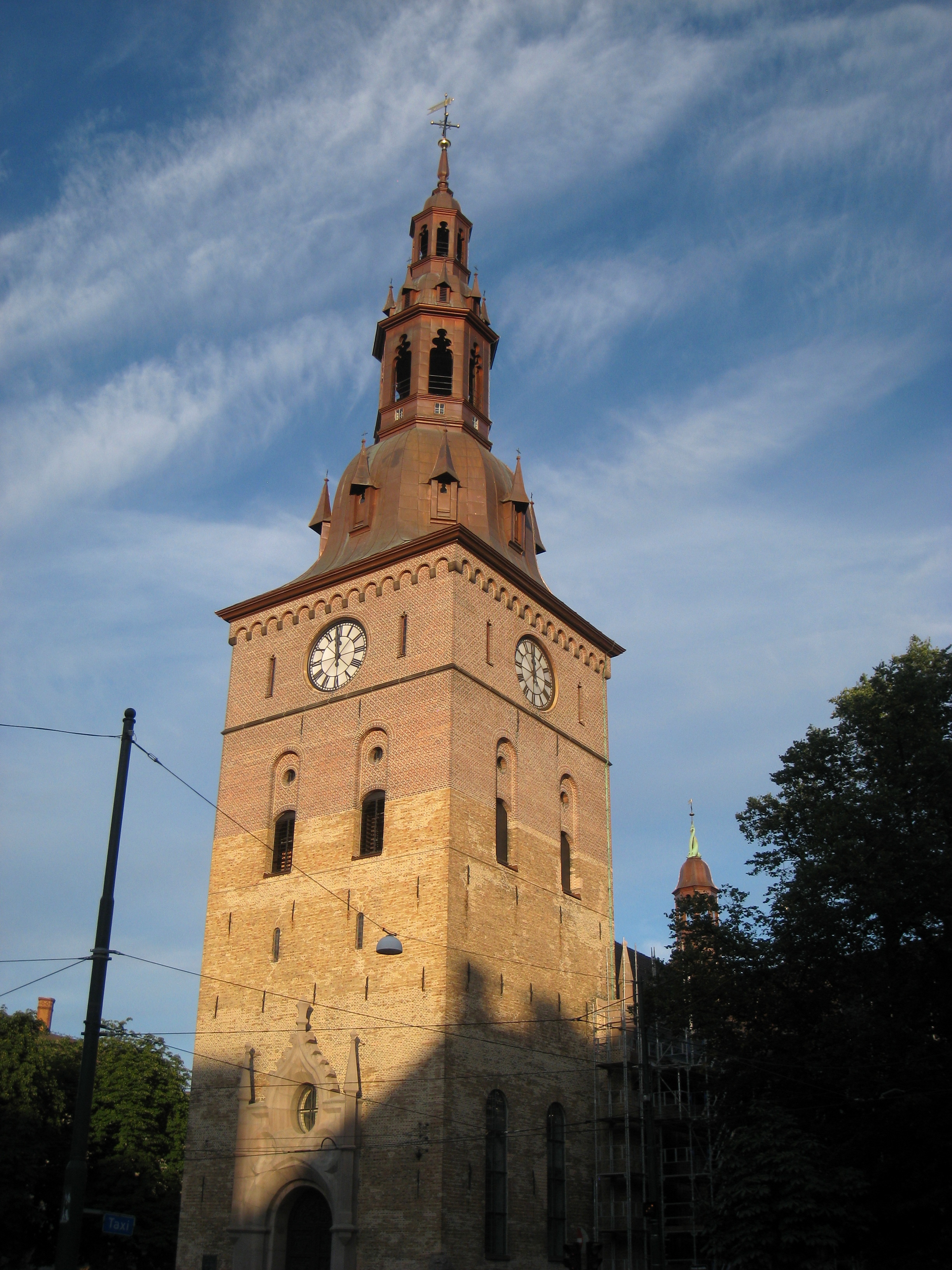
オスロ大聖堂
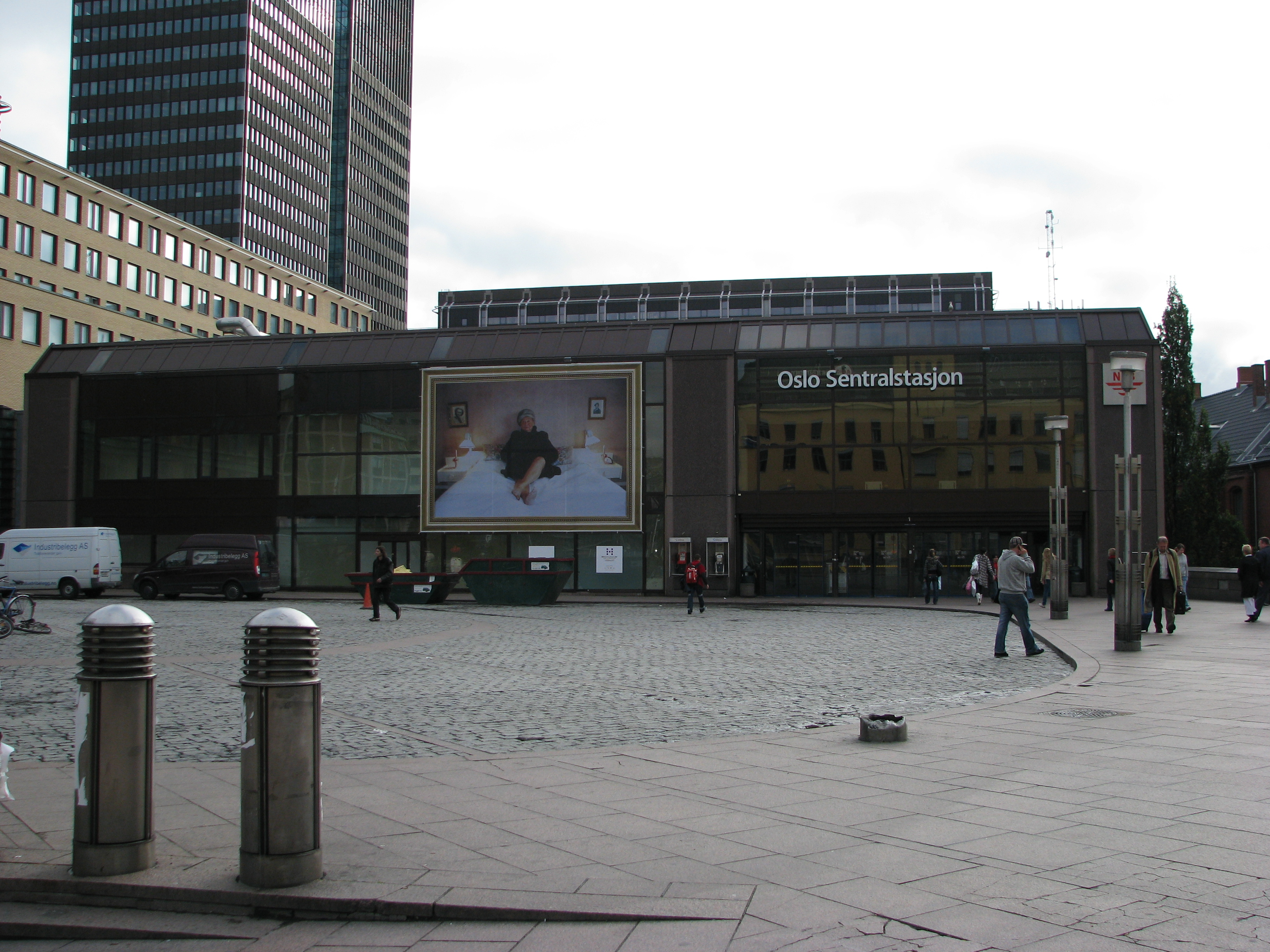
オスロ中央駅